# James Tytler
James Tytler, né le 17 décembre 1745,,,, à Fearn, Angus et mort le 11 janvier 1804 à Salem (Massachusetts), est un ministre du culte et pharmacien écossais, rédacteur de certains articles de la seconde édition de l’Encyclopædia Britannica. Il est également le premier britannique à avoir effectué un vol en montgolfière, le 25 août 1784.